# خون (فیلم ۲۰۰۸)
«خون» (بنگالی: জোর) فیلمی در ژانر رمانتیک و درام است که در سال ۲۰۰۸ منتشر شد.